# ワーテルマール＝ボワフォール
ワーテルマール＝ボワフォール（仏: Watermael-Boitsfort）またはヴァーテルマール＝ボスフォールデ（蘭: Watermaal-Bosvoorde）は、ベルギーのブリュッセルにある19の基礎自治体の一つ。
2006年1月1日の時点で2万4056人が暮らす。面積は12.93平方キロメートル、1平方キロメートルあたりの人口密度は1860人で、ブリュッセルの自治体のなかでは最も低い。

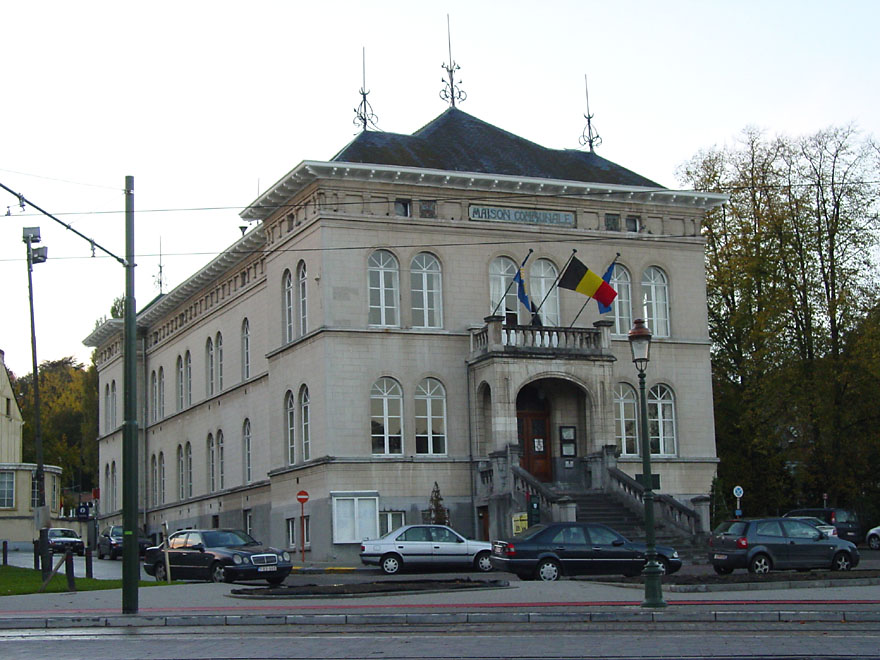
役場

ブリュッセルの南部に位置し、ユッケル、オーデルゲム、イクセルの各自治体とフラームス＝ブラバント州に接する。域内の6割は「ソニアの森」に覆われている。

## 姉妹都市
- シャンティイ（フランス）
- アナン（スコットランド）

## ゆかりの人物
- アントワーヌ・ドゥパージュ（1862年 - 1925年） 医者
- リック・ウォータース（1882年 - 1916年） 芸術家。ボワフォールには彼の名を冠した場所がある。
- ミシェル・ロジェ・ラフォス（1958年 - ） 自らをスコットランド王室の一員と主張する王族詐称者。生まれてからずっと当地に住む。